# یازوا-سیبیرسکایا
یازوا-سیبیرسکایا (به لاتین: Yazevka-Sibirskaya) یک منطقهٔ مسکونی در روسیه است که در سرزمین آلتای واقع شده‌است.